# Johannes Hecht-Nielsen
Johannes Hecht-Nielsen (født 5. marts 1945) er en dansk dyrlæge og borgmester i Helsingør, ved kommunalvalget opstillet for partiet Venstre. På det konstituerende møde i Helsingør byråd 7. december 2009 blev han, ved hjælp af stemmer fra Socialdemokraterne, Enhedslisten, SF samt sig selv, valgt til borgmester fra 2010 og endte således den tidligere borgmester Per Tærsbøls 16-årige ledelse af kommunen. Efter en embedsperiode på 4 år som borgmester var Johannes Hecht-Nielsen fortsat medlem af Helsingør byråd. Han blev ikke genvalgt ved kommunalvalget november 2017, hvor han ikke var opstillet som spidskandidat for Venstre. 